# Rio Buba
O rio Buba é um dos cursos de água mais importantes da Guiné-Bissau, também conhecido por rio Grande de Buba ou rio Grande de Bolola, que é normalmente referido na época dos descobrimentos portugueses apenas como rio Grande. 
É um rio navegável numa grande extensão, comunica com o Geba e passa na cidade de Buba. As suas margens são de grande fertilidade para a agricultura e ladeadas por florestas. Desagua no oceano Atlântico junto à ilha de Bolama. 
A navegabilidade do rio Grande de Buba deve-se às sua características particulares. É relativamente profundo e pouco propenso a assoreamento. O leito é estável por assentar em base laterítico em quase toda a sua extensão navegável. Graças a estas características foi escolhido para a instalação de porto minério, perto da cidade de Buba, no âmbito do Projecto Bauxite Angola para escoamento do referido mineral, a partir das zonas de extracção da Guiné-Bissau e da República da Guiné por ser capaz de acomodar navios de grandes caladas. Está em discussão a possibilidade de construção de  um porto comercial para servir toda a sub-região in land próxima, caso do Mali e da parte oriental do Senegal.

## Fauna
- Manatins
- Peixe-boi (Trichecus senegaelensis)
- Algumas espécies de tartarugas